# Michael Schanze

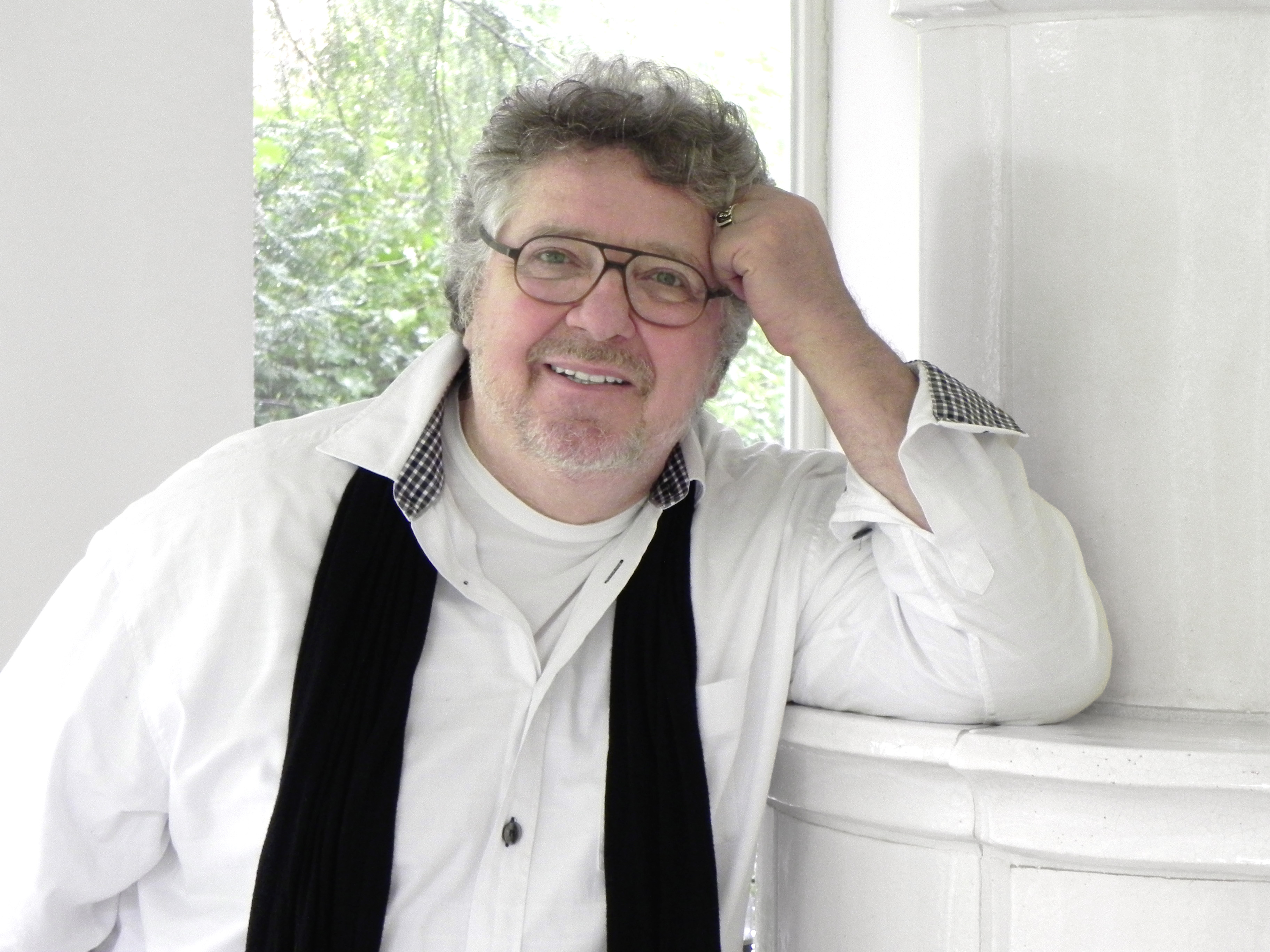
Michael Schanze (2016)

Michael Schanze (* 15. Januar 1947 in Tutzing) ist ein deutscher Schauspieler, Moderator, Sänger, Komponist und Buchautor.

## Karriere

### Musik
Michael Schanze ist der Sohn des Rundfunk-Orchesterchefs Artur Schanze (1910–1956) und dessen Frau Ursula, geb. Ivanczik (1924–2017). Seine musikalische Ausbildung erhielt er im Windsbacher Knabenchor und durch klassischen Klavierunterricht. Nach dem Abitur 1966 gründete er u. a. mit Daniel Friedrich seine Quarter Deck Combo, mit der er 1968 erstmals in der Fernsehshow Talentschuppen auftrat. Dabei wurde er von einem Plattenproduzenten entdeckt. Der Erfolg seiner ersten Single, Ich bin kein Lord, führte zu weiteren Aufnahmen. Mit Ich hab dich lieb, Oh wie wohl ist mir und Wer dich sieht, hat dich lieb platzierte er sich in den deutschen Hitparaden. Zugunsten der ARD-Fernsehlotterie sang er 1978 das Titellied Schalt mal dein Herz auf Empfang. Im Jahr 1982 erhielt er für die mit der deutschen Fußballnationalmannschaft zur Weltmeisterschaft in Spanien aufgenommene LP Olé España eine Goldene Schallplatte. Danach folgten vorwiegend musikalische Produktionen für Kinder zu den Themen Verkehrserziehung und Umweltschutz sowie Hörbücher.
Als Komponist war er bereits in den 1970er Jahren für seine Schallplattenproduktionen tätig. 2014 komponierte er nach Texten von Christian Berg die Musik zu Eine Weihnachtsgeschichte. Dem geizigen Scrooge geschieht das Weihnachtswunder. Das Familien-Musical hatte im November 2014 in der Komödie Winterhuder Fährhaus in Hamburg Premiere. Im Herbst 2018 hatte seine Musicalfassung von Heidi in Wien mit Maya Hakvoort und Alfons Haider Premiere. Seine Version von Bambi als Familienmusical stellte Schanze im Januar 2021 auf seiner Webseite der Öffentlichkeit vor.

### Fernsehen
Im Jahr 1968 holte ihn das Fernsehen erstmals als Nachwuchskünstler zum Talentschuppen des Südwestfunks. Anfang der 1970er Jahre moderierte Schanze beim Bayerischen Fernsehen für die ARD zwei Jahre lang samstagnachmittags das Wochenend-Journal Mobile. Danach wechselte er auf Hinweis von Dieter Pröttel zum ZDF und erhielt dort 1972 seine eigene Personality-Show Hätten Sie heut’ Zeit für mich? mit zahlreichen Gaststars und Einzelauftritten. 1973 moderierte er mehrsprachig gemeinsam mit Jean-Pierre Cassel die Gala du MIDEM in Cannes, Europas größte Musikfachmesse, übertragen vom ZDF. Schanze begann 1977 sein Kinder-Quiz 1, 2 oder 3, das er bis zum September 1985 moderierte. Markenzeichen der Sendung wurde ein Finger-Backen-Schnalzer, dem Geräusch nach dann „Plopp“ genannt. Als erster deutschstämmiger Künstler nahm er 1978 mit einer Trampolin-Nummer an der Gala de l’Union de l’artistes (ein Pendant zu Stars in der Manege) im Pariser Cirque d’Hiver teil. Es folgten weitere Showreihen und Einzelsendungen im öffentlich-rechtlichen Fernsehen. Mitte der 1980er Jahre wechselte Schanze zur ARD. Dort zeigte er sich in einer mehrteiligen Personalityshow mit dem Titel Die Michael-Schanze-Show und moderierte die WDR-Kinder- und Jugendserie Telefant. Im Jahr 1988 startete der von ihm präsentierte Flitterabend. In dieser regelmäßigen neunzigminütigen Live-Show am Samstagabend spielten frisch vermählte Brautpaare um eine Traumreise in die Flitterwochen.
Ab 1991 produzierte er Kinderquatsch mit Michael, dessen Konzept aus Elementen vorangegangener Sendungen entstanden war. In dieser Sendung wurden meist drei 4- bis 6-jährige Kinder eingeladen, um auf der Fernsehbühne ihr Talent unter Beweis zu stellen. Die kleinen Stars trugen Lieder und Gedichte vor und wurden von Michael Schanze interviewt. Im Jahr 2003 kam es zu einer Plagiatsklage vor dem Bundesgerichtshof, weil die Show an das französische Format L’école des fans angelehnt war. Der BGH stellte fest, dass sich die deutsche Sendereihe vom Format des französischen Senders ausreichend unterscheide. Besonders hervorgehoben wurde als Unterscheidungsmerkmal die Moderation Michael Schanzes, die für den Erfolg maßgeblich sei. Seine kindergerechte Gesprächsführung in Reaktion auf die spontanen Einfälle der Kinder sei eine eigenständige schöpferische Leistung. Dennoch lief die Sendung im November 2003 zum letzten Mal.
Im Lauf seiner Fernsehkarriere wurde Schanze mehrmals für seine TV-Arbeit ausgezeichnet. Er bekam unter anderem den Bambi, die Goldene Kamera und den deutschen Fernsehpreis Telestar. Im Jahr 1984 wurde er von der ETMA (European TV Magazines Association) in Cannes als „Bester Kinder-Entertainer Europas“ für 1, 2 oder 3 ausgezeichnet. Nominierungen erhielt er 1996 für den Adolf-Grimme-Preis (Kinderquatsch mit Michael) sowie für die Goldene Rose von Montreux (Wunderland).

### Schauspiel
Im Jahr 1970 erhielt Schanze sein Diplom von der Hochschule für Fernsehen und Film München und nahm zusätzlich Schauspielunterricht. Anschließend wirkte er in verschiedenen deutschsprachigen Kino-Produktionen mit. In einer Neuverfilmung des klassischen Stoffes Krambambuli mit dem Titel Sie nannten ihn Krambambuli spielte er 1972 eine Hauptrolle. Im Jahr 2010 war Schanze in einzelnen Folgen der Fernsehserie Dahoam is Dahoam in der Rolle des Jürgen Wiesmüller zu sehen.
Seit 2002 ist Schanze sowohl in Boulevardkomödien als auch in ernsthaften Rollen auf deutschen Bühnen zu sehen. Regisseur und Intendant Hellmuth Matiasek holte ihn 2007 als Gagler in Carl Orffs Astutuli zu den Festspielen im Kloster Andechs. Für die Darstellung des Milchmanns Tevje in Anatevka erhielt Schanze im Sommer 2012 bei den Bad Hersfelder Festspielen den Zuschauerpreis als beliebtester Darsteller (Silberner Ring). 2013 kehrte er als Käpt’n Andy im Musical Show Boat zu den Bad Hersfelder Festspielen zurück.
Von Dezember 2012 bis Juli 2014 spielte er an der Oper Chemnitz die Rolle des Zirkusdirektors Obolski in Das Feuerwerk – O mein Papa. 2013 begann seine Theatertournee mit dem Stück Othello darf nicht platzen, das vor allem an der Komödie im Bayerischen Hof, München, zu sehen war. Darauf folgte die Bühnenfassung des Erfolgsfilms Miss Daisy und ihr Chauffeur in einer Aufführung im Schlosshof Paderborn.
Im Sommer 2015 spielte er die Titelfigur in Ein Fall für Pater Brown bei den Schlossfestspielen Neersen. Ab August 2015 stand er für das Musical Der kleine Horrorladen (Opernhaus des Theater Bonn) in einer der Hauptrollen auf der Bühne.
Als Dorfrichter Adam im Stück Der zerbrochne Krug von Heinrich von Kleist zeigte er sich im Sommer 2017 bei den Schlossfestspielen Neersen erneut als Protagonist im klassischen Charakterfach. Während der Wintersaison 2017/2018 schlüpfte er in die Rolle des Millionärs Tobler in Erich Kästners Lustspiel Drei Männer im Schnee, aufgeführt im Schlosstheater Neuwied und im Kleinen Theater. Ab September 2018 wirkte er im Musical Kiss Me, Kate an der Bonner Oper mit.

### Privatleben
Schanze ist Vater dreier Söhne aus einer im Jahr 2000 geschiedenen Ehe. Er engagiert sich für Kinderhilfsorganisationen wie zum Beispiel Plan International. Aufgrund seiner Wohltätigkeitssendungen im Fernsehen wurden zwei SOS-Kinderdörfer in Mexiko und Bangladesch errichtet.
Seit Jahrzehnten fördert der begeisterte Segler und Golfer auch die Lebenshilfe Starnberg e. V., die sich um Menschen mit geistiger und mehrfacher Behinderung sowie Kinder mit Entwicklungsstörungen und Verhaltensauffälligkeiten kümmert. Zusätzlich unterstützt er als Mitglied im Stiftungsrat des Bündnis für Kinder. Gegen Gewalt. ausgesuchte Projekte zu Gewaltprävention und Kinderschutz, um Kinder und Jugendliche in einer kinderfreundlichen Gesellschaft gewaltfrei aufwachsen lassen zu können.
1976 belegte Schanze bei den Weltmeisterschaften im Windsurfen auf den Bahamas den 7. Platz.
Im Jahr 2003 zog sich Schanze bei einem Skiunfall schwere Verletzungen zu, eine Knieprothese musste eingesetzt werden. Die Monate andauernden Behandlungen, verbunden mit starken Schmerzen, bedeuteten einen Karriereknick für seine Fernsehproduktionen. Seit 2007 ist er verstärkt am Theater tätig, häufig auch in Musik- und Musicalproduktionen.
2019 erlitt Michael Schanze eine beidseitige Lungenembolie. Mit dieser Vorgeschichte zählte er in der Zeit der COVID-19-Pandemie zur Risikogruppe und lebte weitgehend zurückgezogen. Am 29. Juli 2024 starb seine Lebensgefährtin Uschi Köhl an einer Hirnblutung.

## Diskografie

### Studioalben
| Jahr | Titel                                                               | Höchstplatzierung, Gesamtwochen, AuszeichnungChartplatzierungen (Jahr, Titel, Platzierungen, Wochen, Auszeichnungen, Anmerkungen) | Höchstplatzierung, Gesamtwochen, AuszeichnungChartplatzierungen (Jahr, Titel, Platzierungen, Wochen, Auszeichnungen, Anmerkungen) | Anmerkungen                                                                             |
| Jahr | Titel                                                               | DE | AT | Anmerkungen                                                                             |
| ---- | ------------------------------------------------------------------- | --- | --- | --------------------------------------------------------------------------------------- |
| 1972 | Ich hab’ dich lieb                                                  | DE36 (2 Wo.)DE | — | Erstveröffentlichung: Juli 1972                                                         |
| 1972 | Wo du bist, will ich sein                                           | — | — |                                                                                         |
| 1974 | Hätten Sie heut’ Zeit für mich                                      | — | — |                                                                                         |
| 1975 | Hell wie ein Diamant                                                | — | — |                                                                                         |
| 1977 | Ich bin dein Freund                                                 | — | — |                                                                                         |
| 1979 | Das neue Album                                                      | — | — |                                                                                         |
| 1982 | Olé España                                                          | DE1 Gold · (21 Wo.)DE | — | Erstveröffentlichung: Februar 1982 (mit der deutschen Fußballnationalmannschaft WM '82) |
| 1984 | Donald Duck’s Geburtstagsparty                                      | — | — |                                                                                         |
| 1991 | Michael Schanzes klingender Adventskalender                         | — | — |                                                                                         |
| 1994 | 18 Lieder für mehr Sicherheit im Straßenverkehr                     | — | — |                                                                                         |
| 1994 | Michael Schanzes klingende Adventszeit                              | — | — |                                                                                         |
| 1994 | 16 Lieder für mehr Sicherheit im Straßenverkehr – Folge 2           | — | — |                                                                                         |
| 1994 | Kinderquatsch mit Michael – Die schönsten Lieder aus der TV-Sendung | — | — |                                                                                         |

Studioalben – Mitwirkung
- 1975: Hätten Sie heut’ Zeit für mich – Höhepunkte aus der gleichnamigen Fernseh-Sendung
- 1976: Musik ist Trumpf – Folge 1&2 '76
- 1983: Die schönsten Lieder der Weihnachtszeit
- 1996: Michael Schanze präsentiert Wunderland
- 1999: Rudolph mit der roten Nase – Soundtrack
- 2000: Wolke 7 – Kuschelsongs & Das Musikmärchen
- 2002: Rudolph mit der roten Nase 2 – Soundtrack

Kompilationen
- 1974: Die großen Erfolge
- 1976: Starportrait
- 1979: Star Discothek
- 1980: Michael Schanze
- 1981: Applaus für Michael Schanze

### Singles
| Jahr | Titel Album                                      | Höchstplatzierung, Gesamtwochen, AuszeichnungChartplatzierungen (Jahr, Titel, Album, Platzierungen, Wochen, Auszeichnungen, Anmerkungen) | Höchstplatzierung, Gesamtwochen, AuszeichnungChartplatzierungen (Jahr, Titel, Album, Platzierungen, Wochen, Auszeichnungen, Anmerkungen) | Anmerkungen                                                                          |
| Jahr | Titel Album                                      | DE | AT | Anmerkungen                                                                          |
| ---- | ------------------------------------------------ | --- | --- | ------------------------------------------------------------------------------------ |
| 1970 | Ich hab’ dich lieb                               | DE16 (22 Wo.)DE | — | Erstveröffentlichung: Oktober 1970                                                   |
| 1971 | Wer dich sieht, hat dich lieb Ich hab’ dich lieb | DE43 (5 Wo.)DE | — | Erstveröffentlichung: November 1971                                                  |
| 1972 | Oh wie wohl ist mir Wo du bist, will ich sein    | DE18 (15 Wo.)DE | — | Erstveröffentlichung: November 1972                                                  |
| 1975 | Du hast geweint Hell wie ein Diamant             | DE42 (3 Wo.)DE | AT19 (4 Wo.)AT | Erstveröffentlichung: März 1975                                                      |
| 1975 | Hell wie ein Diamant                             | DE37 (4 Wo.)DE | — | Erstveröffentlichung: Juli 1975                                                      |
| 1982 | Olé España                                       | DE10 (16 Wo.)DE | — | Erstveröffentlichung: März 1982 (mit der deutschen Fußballnationalmannschaft WM '82) |

grau schraffiert: keine Chartdaten aus diesem Jahr verfügbar
Weitere Singles
- 1968: Ich bin kein Lord (A-Seite) und Es muss nicht Frühling sein (B-Seite)
- 1969: Keiner weiß, wie ich dich liebe (A-Seite) und Das wird eine schöne Zeit (B-Seite)
- 1971: Solang wir zwei uns lieben
- 1972: Sonntag im Zoo
- 1973: Wo du bist, will ich sein
- 1973: Ich lass dich nie mehr aus den Augen
- 1976: Nie mehr
- 1976: Es ist morgen und ich liebe dich noch immer
- 1977: Ich bin dein Freund
- 1978: Schalt mal dein Herz auf Empfang (Lied der ARD-Fernsehlotterie)
- 1978: Sonne scheint in alle Herzen
- 1979: Das Mädchen im Spiegel
- 1981: Wie ich dich liebe

## Filmografie

### Kino
- 1971: Außer Rand und Band am Wolfgangsee, Regie: Franz Antel
- 1972: Sie nannten ihn Krambambuli, Regie: Franz Antel
- 1972: Die lustigen Vier von der Tankstelle, Regie: Franz Antel
- 1983: Laß das – ich haß’ das, Regie: Horst Hächler

### Fernsehen
- 2010: Dahoam is Dahoam (TV-Serie) – Gastrolle
- 2017: Um Himmels Willen (TV-Serie) – Gastrolle

#### Eigene Fernsehsendungen
- 1971–1972: Mobile
- 1972–1978: Hätten Sie heut’ Zeit für mich?
- 1977–1985: 1, 2 oder 3
- 1979–1984: Hätten Sie heut’ Zeit für uns?[13]
- 1980–1982: Show-Express
- 1981–1988: Telezirkus (vier Ausgaben)
- 1983–1992: Nur keine Hemmungen
- 1983–0000: Start ins Glück
- 1984–1986: Die Michael Schanze-Show
- 1985–1988: Telefant
- 1988–1995: Flitterabend
- 1989–0000: Spiel ohne Grenzen
- 1991–2003: Kinderquatsch mit Michael
- 1996–1997: Wunderland
- 2004–2006: Wenn das kein Grund zum Feiern ist / Herzlichen Glückwunsch

## Hörspiele
- 1963: Alexandre Dumas d. J.: Die Kameliendame (BR)
- 1963: Sherlock Holmes: Der Mann mit der Hasenscharte (BR)
- 1963: Sherlock Holmes: Silberstrahl (BR)
- 1963: Friedrich Hebbel: Maria Magdalena (BR)
- 1964: Sir Arthur Conan Doyle (BR)
- 1964: Gebt euch nicht der Trauer hin (BR)
- 1965: Frederick Lonsdale: Mrs. Cheneys Ende (BR)
- 1969: Oskar Maria Graf: Der Fall Bolwieser (BR)

## Theater/Bühne

### Rollen
- 1998: Jingle Bells – Revue im Friedrichstadtpalast, Berlin
- 2002: Miss Berlin, Komödie am Kurfürstendamm, Berlin
- 2007: Astutuli, Carl Orff Festspiele, Kloster Andechs
- 2008: Kunst, Komödie im Marquardt, Stuttgart
- 2010: Halpern und Johnson, Schlosspark Theater, Berlin
- 2010: Vier linke Hände, Komödie im Bayerischen Hof, München
- 2011: Der nackte Wahnsinn, Ernst-Deutsch-Theater, Hamburg
- 2012: Anatevka, Bad Hersfelder Festspiele
- 2012–2014: Das Feuerwerk – O mein Papa, Oper Chemnitz
- 2013: Mein Vater, der Junggeselle, Komödie am Altstadtmarkt, Braunschweig
- 2013: Show Boat, Bad Hersfelder Festspiele
- 2013 + 2014: Othello darf nicht platzen, Komödie im Bayerischen Hof, München
- 2014: Miss Daisy und ihr Chauffeur, Schlosshof, Paderborn
- 2015: Ein Fall für Pater Brown, Schlossfestspiele Neersen
- 2015 + 2016: Der kleine Horrorladen, Opernhaus des Theater Bonn
- 2016 + 2017: Ein Herz aus Schokolade oder Das süße Leben des Monsieur Ledoux, Komödie Düsseldorf und Braunschweig
- 2017: Der zerbrochene Krug, Schlossfestspiele Neersen
- 2017 + 2018: Drei Männer im Schnee, Schlosstheater Neuwied und Kleines Theater Bad Godesberg
- 2018 + 2019: Kiss me, Kate, Opernhaus des Theater Bonn

### Werke
- 2014: Scrooge – Eine Weihnachtsgeschichte (Musik)
- 2018: Heidi – Das Musical (Musik, Liedtexte und Buch)
- 2021: Bambi – Das Musical für die ganze Familie (Musik, Liedtexte und Buch)

## Auszeichnungen
- 1973: Bambi, Auszeichnung in Gold (Redaktions-Bambi) und Silber (Publikumspreis in Form einer Medaille, einmalig verliehen)
- 1975: Bravo Otto in Bronze, Kategorie TV-Moderator
- 1980: Bambi
- 1980: Goldene Kamera
- 1984: Preis der ETMA (European TV Magazines Association) für 1, 2 oder 3
- 1990: Bambi
- 1995: Telestar Beste Moderation Unterhaltung für Flitterabend
- 2012: Zuschauerpreis der Bad Hersfelder Festspiele